# Поляша
Поляша — деревня в Иссадском сельском поселении Волховского района Ленинградской области.

## История
На карте «Ладожское озеро и Финский залив с прилегающими местами» 1745 года упоминается деревня Польша.
Как деревня Поляша она обозначена на карте Санкт-Петербургской губернии Ф. Ф. Шуберта 1834 года.

ПОЛЯША — деревня принадлежит Казённому ведомству, число жителей по ревизии: 19 м. п., 23 ж. п.. (1838 год)

Деревня Поляша отмечена на карте профессора С. С. Куторги 1852 года.

ПОЛЯША — деревня Ведомства государственного имущества, по просёлочной дороге, число дворов — 9, число душ — 21 м. п. (1856 год)

ПОЛЯША — деревня владельческая при реке Волхове, число дворов — 11, число жителей: 18 м. п., 22 ж. п.; Часовня православная. (1862 год)

В конце XIX — начале XX века деревня находилась в составе Иссадской волости 2-го стана Новоладожского уезда Санкт-Петербургской губернии.
По данным «Памятной книжки Санкт-Петербургской губернии» за 1905 год деревня называлась Паляша и входила в Рутовское сельское общество.
Согласно карте Петроградской и Новгородской губерний 1915 года деревня называлась Поляша.
Согласно данным переписи населения СССР 1926 года в деревне Поляша Иссадского сельсовета Октябрьской волости Волховского уезда проживали 70 человек — все русские.
По данным 1933 года деревня называлась Пеляша и входила в состав Иссадского сельсовета Волховского района.

План деревни Поляша. 1941 год

Согласно топографической карте РККА 1941 года деревня насчитывала 16 дворов.
По данным 1966, 1973 и 1990 годов деревня называлась Поляща и также входила в состав Иссадского сельсовета.
В 1997 году в деревне Поляша Иссадской волости проживали 4 человека, в 2002 году — 14 человек (все русские).
В 2007 году в деревне Поляша Иссадского СП — 11.

## География
Деревня находится в северной части района к югу от центра поселения, деревни Иссад, на правом берегу реки Волхов.
Через деревню проходит автодорога 41К-059 (Волхов — Бабино — Иссад).
Расстояние до административного центра поселения — 4 км.

## Демография
| 1862 | 2002 | 2007 | 2010 | 2017 |
| ---- | ---- | ---- | ---- | ---- |
| 40   | ↘14  | ↘11  | →11  | →11  |

### Национальный состав
Согласно данным Всероссийской переписи населения 2021 года в деревне проживали 7 человек, все русские.